# دكروة هلبية
دكروة هلبية (الاسم العلمي:Dichroa hirsuta) هي نوع من النباتات تتبع جنس الدكروة من الفصيلة الهدرانجية.